# Cewka Rogowskiego

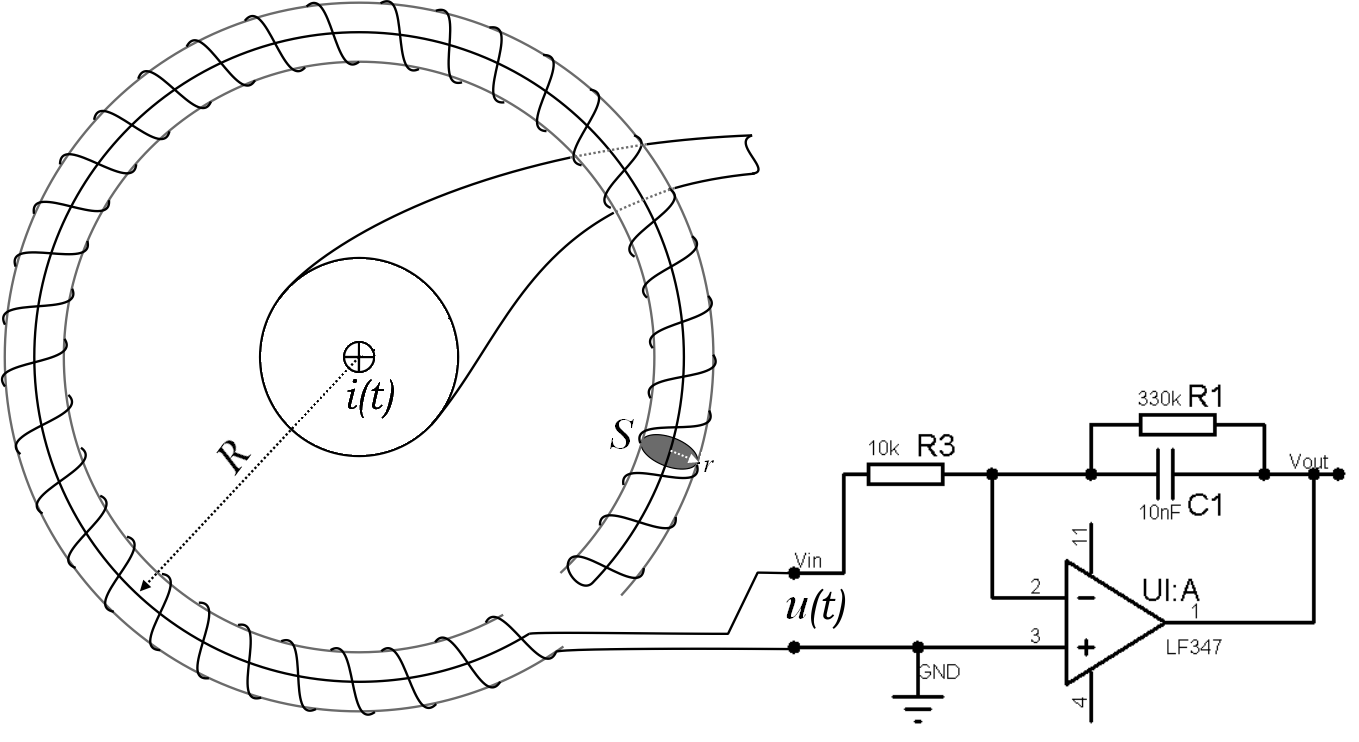
Schemat układu pomiarowego z cewką Rogowskiego

Cewka Rogowskiego (przetwornik Rogowskiego, pas Rogowskiego, transformator Rogowskiego, potencjometr magnetyczny) – rodzaj transformatora bezrdzeniowego wykorzystywanego do badań przebiegów prądu zmiennego bez konieczności rozcinania i podłączania do badanego przewodu.
Cewka jest uzwojeniem wtórnym bezrdzeniowego transformatora, zaś uzwojeniem pierwotnym jest badany przewód przechodzący przez wnętrze cewki. Napięcie indukowane w uzwojeniu wtórnym jest proporcjonalne do pochodnej natężenia prądu elektrycznego. Dokładność pomiaru zależy od rezystancji cewki, czasu trwania i stromości czoła udaru, stałej czasowej oraz dokładności wyskalowania obwodu.
Napięcie indukowane w cewce:
{\displaystyle u(t)=M\cdot {\frac {\mathrm {d} i}{\mathrm {d} t}},}
{\displaystyle u(t)={\frac {-\mu _{0}nS}{l}}\cdot {\frac {\mathrm {d} i}{\mathrm {d} t}},}
gdzie:
{\displaystyle M} – indukcyjność wzajemna pomiędzy przewodem z prądem a cewką,
{\displaystyle S=\pi r^{2}} – powierzchnia zwoju cewki o promieniu {\displaystyle r,}
{\displaystyle n} – liczba zwojów cewki,
{\displaystyle l=2\pi R} – średnia długość cewki,
{\displaystyle {\frac {\mathrm {d} i}{\mathrm {d} t}}} – szybkość zmian natężenia prądu w przewodzie (pochodna natężenia po czasie).
Powyższy wzór uzyskano przy założeniu równomiernego rozmieszczenia zwojów w cewce oraz że promień zwoju jest mały w stosunku do promienia cewki. Przy wysokich częstotliwościach cewka Rogowskiego, z powodu jej indukcyjności a tym samym większego jej oporu (reaktancji ωL), wytworzy mniejsze napięcie. Dla cewki będącej torusem zachodzi wzór:
{\displaystyle L=\mu _{0}n^{2}(R-{\sqrt {R^{2}-r^{2}}}),}
gdzie:
{\displaystyle \mu _{0}=4\pi \cdot 10^{-7}\ \mathrm {\frac {H}{m}} } – przenikalność magnetyczna próżni,
{\displaystyle R} – duży promień torusa (mierzony do jego osi symetrii),
{\displaystyle r} – mały promień torusa (promień przekroju poprzecznego).
Cewki Rogowskiego są cewkami pomiarowymi nawiniętymi na długim i płaskim karkasie wykonanym z giętkiego i niemagnetycznego materiału umożliwiającego nałożenie jej na przewód; są częścią urządzeń.
Cewki te znalazły szerokie zastosowanie przy badaniu przebiegów prądowych, także impulsowych, i stosowane są przy badaniach między innymi przekładników prądowych.
Opis cewki został podany przez W. Rogowskiego i W. Steinhausa w Die Messung der magnetischen Spannung, „Archiv für Elektrotechnik”, 1912, 1, cz. 4, s. 141–150.